# Shannon Brown
Shannon Brown (Maywood, 29 november 1985) is een Amerikaanse voormalig basketballer. 

## Carrière
Brown speelde collegebasketbal voor de Michigan State Spartans en nam in 2006 deel aan de NBA Draft, waarin hij als 25e gekozen werd door de Cleveland Cavaliers. Hij speelde die zomer in de NBA Summer League voor de Cavaliers. In maart 2007 werd hij kort naar de Albuquerque Thunderbirds gestuurd. Tijdens de zomer van 2007 speelde hij een tweede keer in de NBA Summer League. In januari 2008 werd hij opnieuw kort uitgeleend ditmaal aan de Rio Grande Valley Vipers. Op 21 februari 2008 werd hij samen met teamgenoten Drew Gooden, Larry Hughes en Cedric Simmons geruild en ging hij spelen voor de Chicago Bulls. Andere spelers in deze ruil waarbij ook de Seattle SuperSonics betrokken waren: Joe Smith, Ben Wallace, Adrian Griffin, Donyell Marshall, Ira Newble, Wally Szczerbiak en Delonte West. In maart 2008 werd hij naar de Iowa Energy gestuurd. 
In de zomer van 2008 tekende hij bij de Charlotte Bobcats. In februari 2009 werd hij samen met Adam Morrison geruild naar de Los Angeles Lakers voor Vladimir Radmanović. Bij de Lakers beleefde Brown het hoogtepunt van zijn carrière door twee keer op rij de NBA te winnen. In december 2011 tekende hij bij de Phoenix Suns. In oktober 2013 werd hij samen met Marcin Gortat, Malcolm Lee en Kendall Marshall geruild naar de Washington Wizards voor Emeka Okafor en een draftpick. Zijn contract werd er drie dagen later ontbonden.
Op 1 februari 2014 tekende hij een tiendagen contract bij de San Antonio Spurs, nadien tekende hij een tweede keer voor tien dagen. Hierna tekende hij ook tweemaal voor tien dagen bij de New York Knicks, hierna kreeg hij een contract voor de rest van het seizoen. Tijdens de zomer van 2014 speelde hij voor de New York Knicks in de NBA Summer League. In de zomer van 2014 tekende hij bij de Miami Heat maar in november 2014 werd zijn contract al ontbonden. In oktober 2016 werd hij als 19e in de tweede ronde van de NBA G League Draft gekozen door de Grand Rapids Drive. In november werd zijn contract al ontbonden.
In november 2017 tekende hij bij de Wisconsin Herd. Hij werd in januari 2018 geruild naar de Delaware 87ers samen met Cameron Oliver voor James Blackmon Jr. en Russ Smith.

## Erelijst
- NBA-kampioen: 2009, 2010

## Statistieken

### Regulier seizoen
| Seizoen  | Team                | WG  | WS | MPW  | 2P%  | 3P%  | FW%  | RPW | APW | SPW | BPW | PPW  |
| -------- | ------------------- | --- | -- | ---- | ---- | ---- | ---- | --- | --- | --- | --- | ---- |
| 2006/07  | Cleveland Cavaliers | 23  | 5  | 8,8  | 37,8 | 28,0 | 71,4 | 0,9 | 0,4 | 0,3 | 0,1 | 3,2  |
| 2007/08  | Cleveland Cavaliers | 15  | 4  | 14,5 | 36,9 | 31,0 | 60,9 | 1,2 | 1,1 | 0,7 | 0,1 | 7,0  |
| 2007/08  | Chicago Bulls       | 6   | 0  | 3,7  | 20,0 | 0,0  | 50,0 | 0,3 | 0,0 | 0,2 | 0,3 | 1,5  |
| 2008/09  | Charlotte Bobcats   | 30  | 0  | 11,4 | 45,5 | 28,6 | 80,0 | 0,8 | 0,9 | 0,6 | 0,2 | 4,8  |
| 2008/09  | Los Angeles Lakers  | 18  | 0  | 7,6  | 52,4 | 66,7 | 88,9 | 1,1 | 0,6 | 0,2 | 0,1 | 3,2  |
| 2009/10  | Los Angeles Lakers  | 82  | 7  | 20,7 | 42,7 | 32,8 | 81,8 | 2,2 | 1,3 | 0,7 | 0,4 | 8,1  |
| 2010/11  | Los Angeles Lakers  | 82  | 0  | 19,1 | 42,5 | 34,9 | 91,1 | 1,9 | 1,2 | 0,8 | 0,2 | 8,7  |
| 2011/12  | Phoenix Suns        | 59  | 19 | 23,7 | 42,0 | 36,2 | 80,8 | 2,7 | 1,2 | 0,7 | 0,3 | 11,0 |
| 2012/13  | Phoenix Suns        | 59  | 22 | 23,8 | 42,0 | 27,7 | 78,4 | 2,5 | 1,8 | 1,0 | 0,3 | 10,5 |
| 2013/14  | San Antonio Spurs   | 10  | 1  | 10,3 | 28,6 | 0,0  | 77,8 | 1,3 | 0,5 | 0,1 | 0,0 | 2,3  |
| 2013/14  | New York Knicks     | 19  | 0  | 7,8  | 42,1 | 0,0  | 66,7 | 0,8 | 0,2 | 0,6 | 0,0 | 2,1  |
| 2014/15  | Miami Heat          | 5   | 2  | 17,8 | 36,8 | 42,9 | 66,7 | 0,2 | 0,6 | 0,8 | 0,0 | 4,0  |
| Carrière | Carrière            | 408 | 60 | 18,0 | 42,0 | 33,2 | 80,7 | 1,9 | 1,1 | 0,7 | 0,2 | 7,6  |

### Play-offs
| Seizoen  | Team                | WG | WS | MPW  | 2P%  | 3P%  | FW%  | RPW | APW | SPW | BPW | PPW |
| -------- | ------------------- | -- | -- | ---- | ---- | ---- | ---- | --- | --- | --- | --- | --- |
| 2006/07  | Cleveland Cavaliers | 1  | 0  | 0,0  | 0,0  | 0,0  | 0,0  | 0,0 | 0,0 | 0,0 | 0,0 | 0,0 |
| 2008/09  | Los Angeles Lakers  | 21 | 0  | 13,1 | 43,4 | 48,0 | 79,2 | 1,2 | 0,6 | 0,5 | 0,1 | 4,9 |
| 2009/10  | Los Angeles Lakers  | 23 | 0  | 14,1 | 39,3 | 28,1 | 71,4 | 1,3 | 0,9 | 0,4 | 0,3 | 4,9 |
| 2010/11  | Los Angeles Lakers  | 10 | 0  | 16,6 | 45,9 | 28,0 | 64,3 | 1,9 | 0,7 | 0,6 | 0,2 | 7,2 |
| Carrière | Carrière            | 55 | 0  | 13,9 | 42,2 | 34,1 | 72,7 | 1,3 | 0,7 | 0,5 | 0,2 | 5,2 |

2 Fisher · 
3 Ariza · 
4 Walton · 
5 Farmar · 
6 Morrison · 
7 Odom · 
9 Sun · 
12 Brown · 
16 Gasol · 
17 Bynum · 
18 Vujačić · 
21 Powell · 
24 Bryant · 
28 Mbenga · 
Coach Jackson
2 Fisher ·
4 Walton ·
5 Farmar ·
6 Morrison ·
7 Odom ·
12 Brown
16 Gasol ·
17 Bynum ·
18 Vujačić ·
21 Powell ·
24 Bryant ·
28 Mbenga ·
37 Artest ·
Coach Jackson